# Todor
Todor ist ein bulgarischer und serbischer männlicher Vorname, der auch in Mazedonien und Montenegro auftritt; die ungarische Form ist Tódor, die russische Fjodor (russisch Фёдор). Die deutsche Form des Namens ist Theodor; zu Herkunft und Bedeutung des Namens siehe dort.

## Bekannte Namensträger
- Todor Stojanow Burmow (1834–1906), bulgarischer Politiker
- Todor Iwantschow (1858–1905/1906), bulgarischer Politiker
- Tódor Kármán (1881–1963), ungarisch-deutsch-amerikanischer Ingenieur, siehe Theodore von Kármán
- Todor Kolew (Fußballspieler, 1980) (* 1980), bulgarischer Fußballspieler
- Todor Palankow (* 1984), bulgarischer Fußballspieler
- Todor Proeski (1981–2007), mazedonischer Popsänger und Songwriter, siehe Toše Proeski
- Todor Sabew (1928–2008), bulgarischer orthodoxer Kirchenhistoriker, Hochschullehrer, Ökumeniker und Friedensaktivist
- Todor Schiwkow (1911–1998), bulgarischer Politiker
- Todor Veselinović (1930–2017), serbischer Fußballspieler und -trainer